# 江漢路 (武漢)

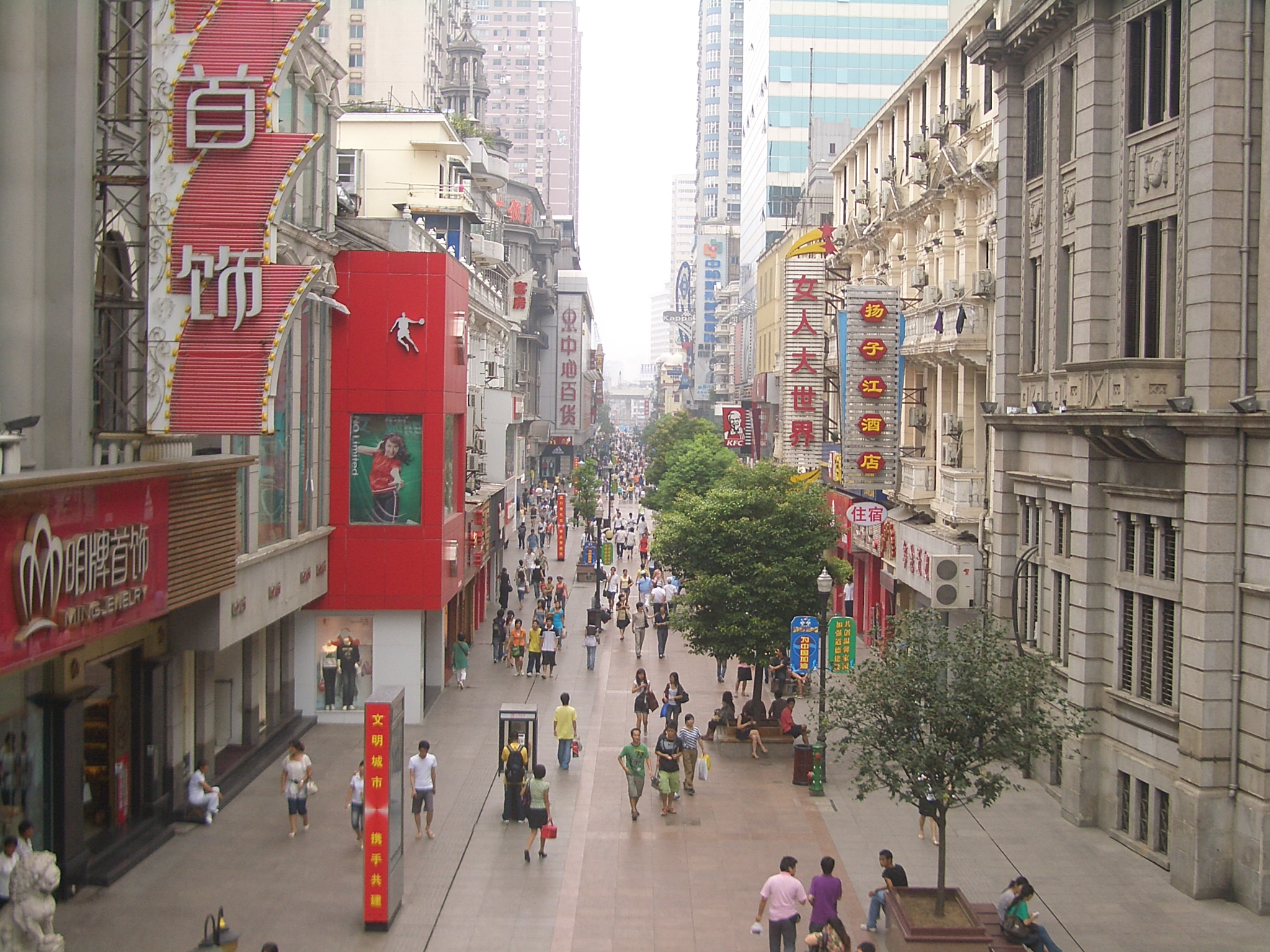

江漢路（こうかんろ、中: 江汉路、拼音: Jiānghàn lù）は、中国の湖北省武漢市江岸区と江漢区の境界にある道路。武漢市内で最大のショッピング街の中心通りであり、延長1.2kmの歩行者天国でもある。一般に「江漢路歩行街（江汉路步行街 Jiānghàn lù bùxíngjiē）」とも呼ばれる。主に若者が買い物に行く。
江漢路は長江に面した沿江大道との交差部付近の江漢関大楼（江漢関博物館）から始まり、北東へ向かい中山大道、京漢大道を横切り、解放大道までの全長約1.55kmである。うち、歩行者天国は江漢関大楼から京漢大道までの約1.2kmである。
歩行街区間には、国内外のブランド店や大型デパート、ショッピングモール、レストラン、ファストフード店等が建ち並んでいる。

## 歴史
1861年の天津条約により、イギリスは漢口に租界を設けた。イギリスは租界付近の土地を牛耳っていた劉歆生と交渉し、租界の西南端に長江から内陸まで続く道路を建設した。この道路は歆生路や太平街と呼ばれ、沿道は商業街として栄えていった。1927年、国民革命軍の北伐によりイギリス租界が廃止され国民革命軍に接収された時、江漢路と改名された。

## 歴史的建造物

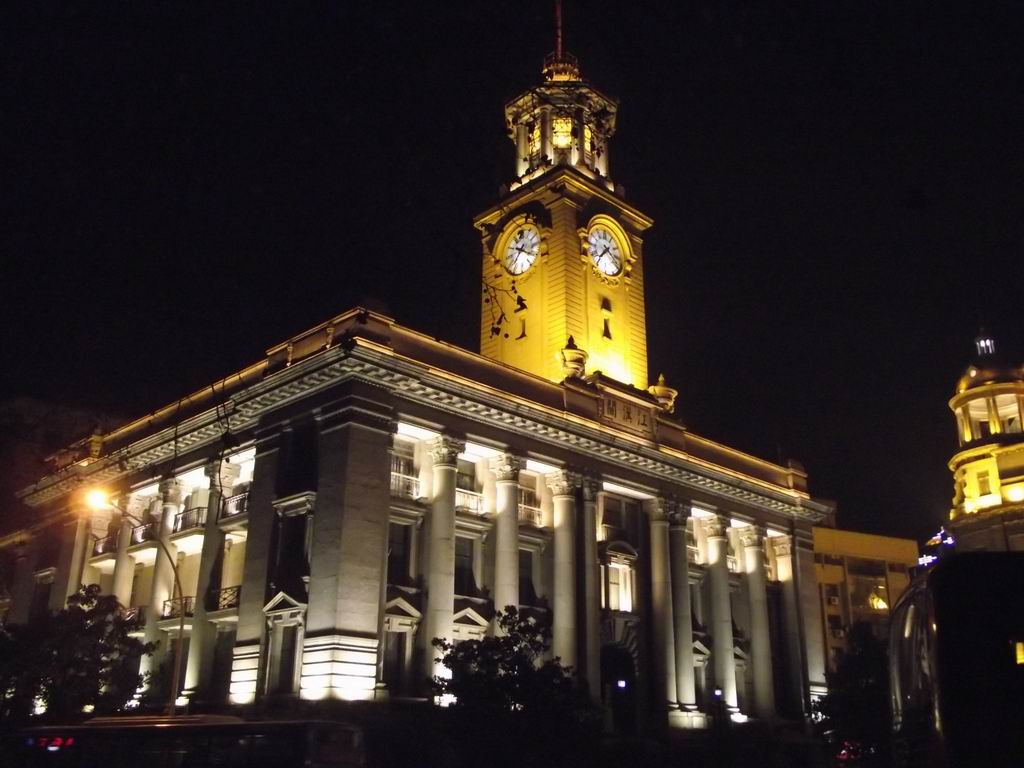
江漢関旧址
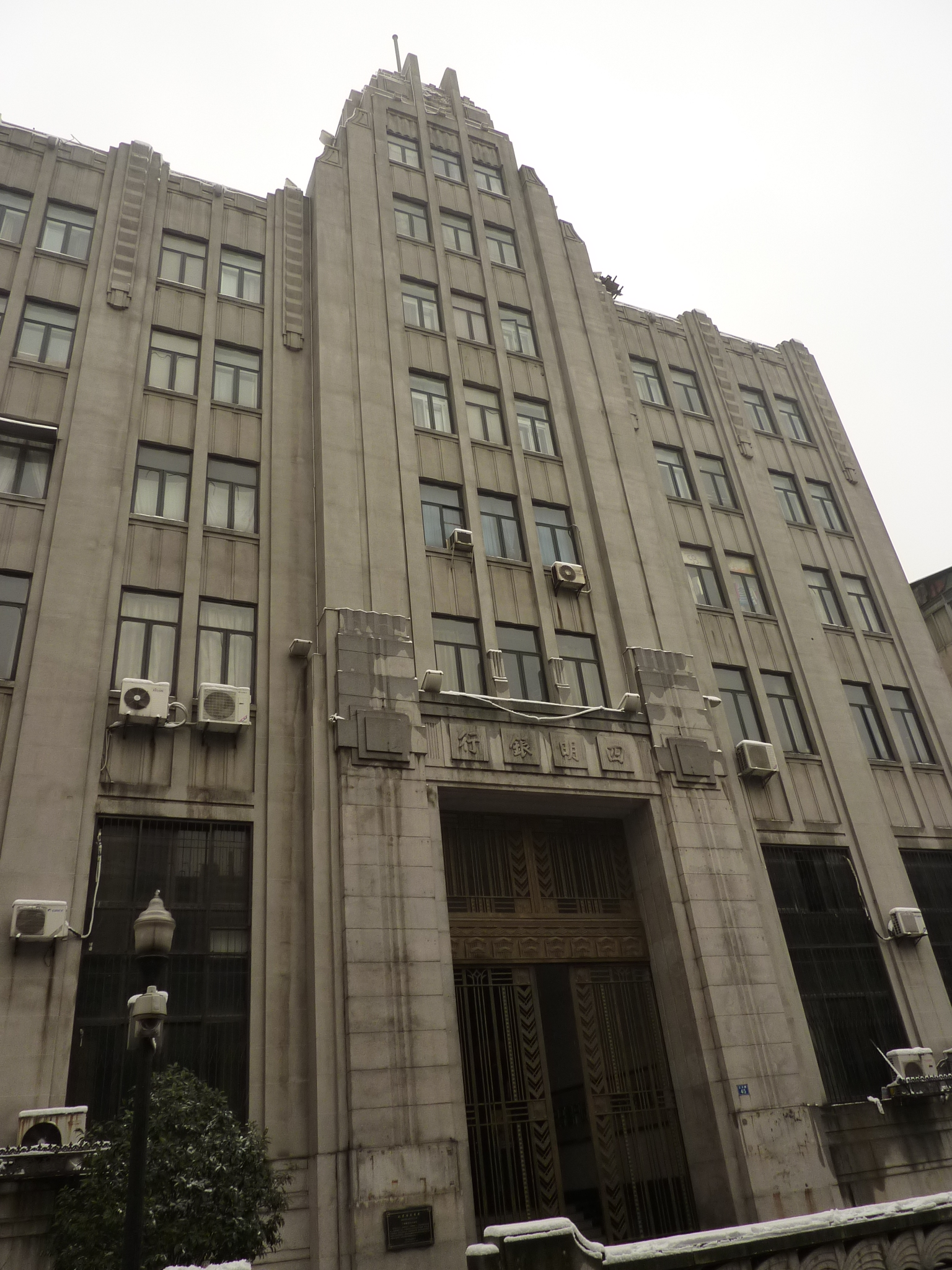
四明銀行旧址
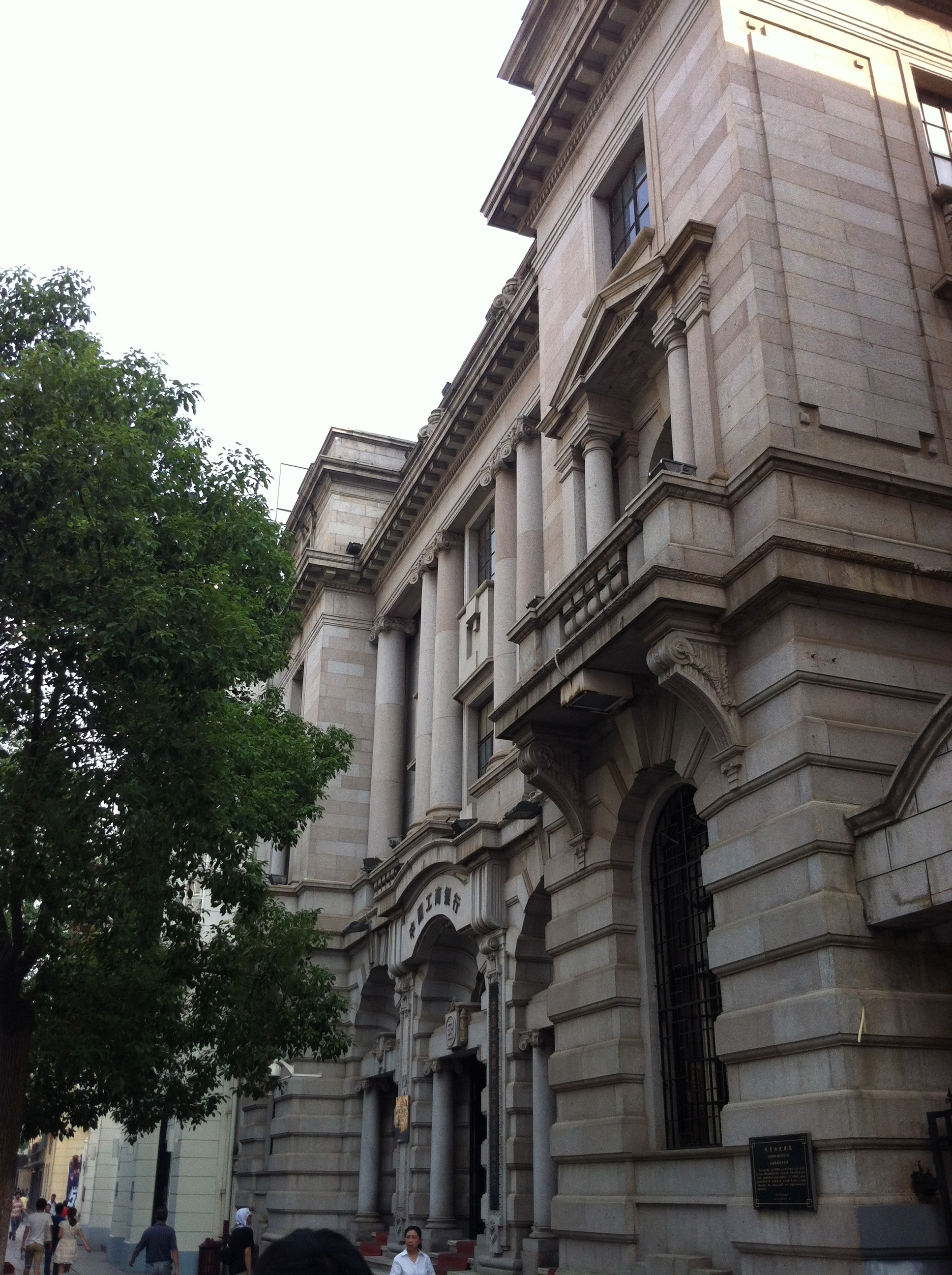
上海銀行旧址
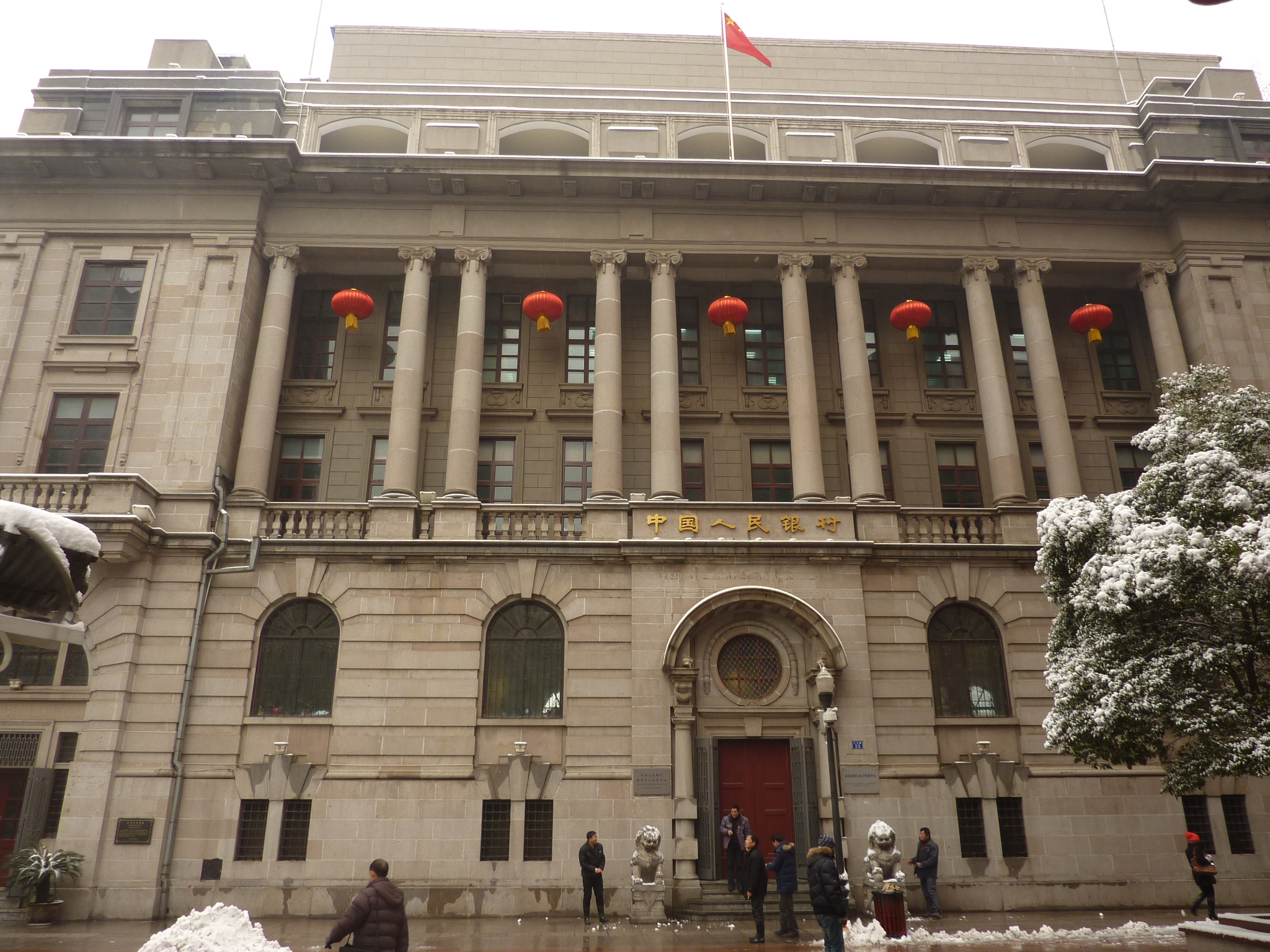
大清銀行旧址
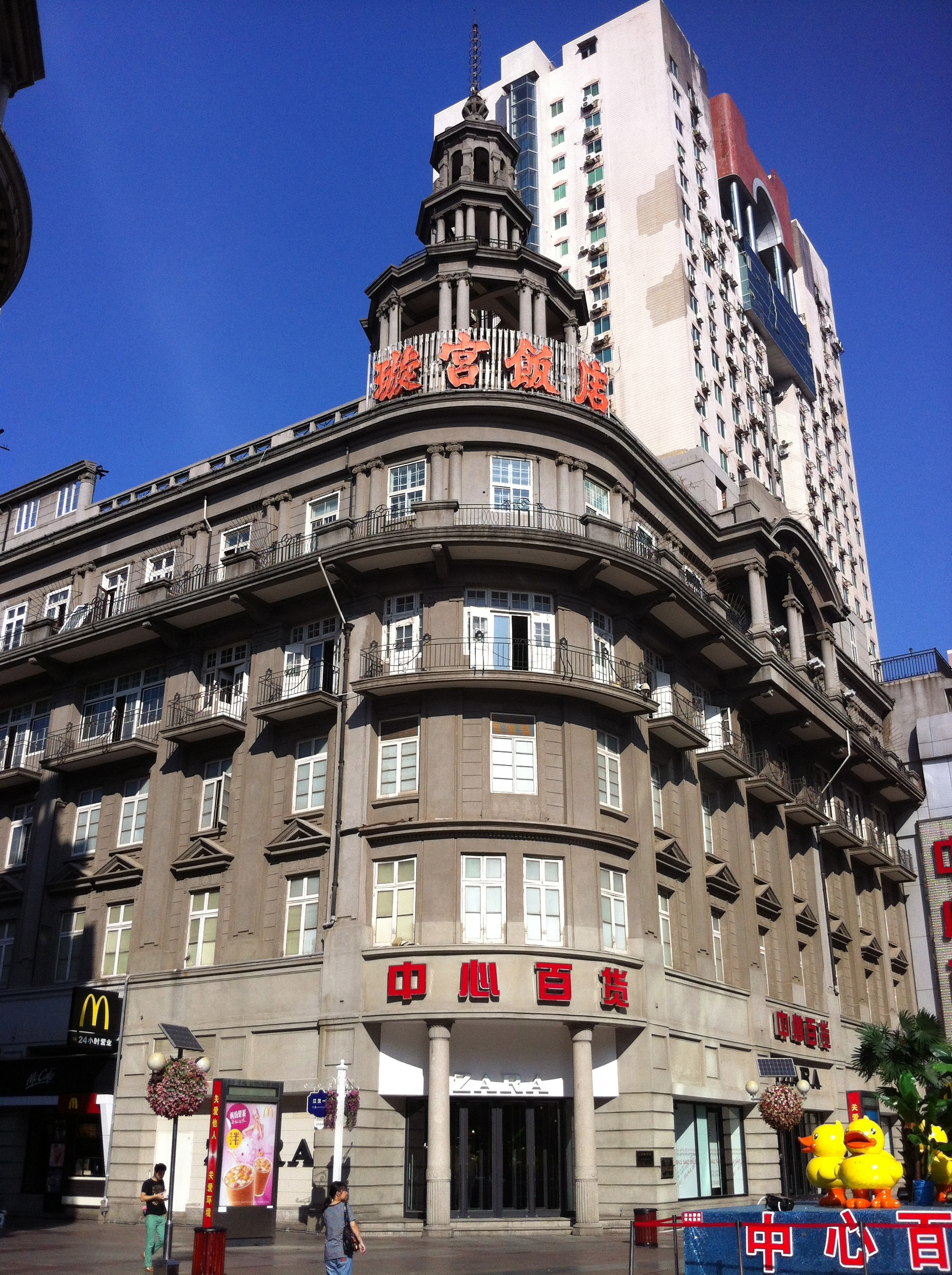
国貨公司旧址

| 名称                                   | 建築年            | 概略住所      | 備考                     |
| -------------------------------------- | ----------------- | ------------- | ------------------------ |
| 江漢関（江汉关）                       | 1924年1月21日落成 | 沿江大道95号  | 現 江漢関博物館          |
| 日清洋行                               | 1913年落成        | 沿江大道131号 |                          |
| 台湾銀行 漢口分行（台湾银行汉口分行）  | 1915年落成        | 江汉路21号    |                          |
| 中国産業銀行（中国实业银行）           | 1935年落成        | 江汉路22号    |                          |
| 四明銀行 漢口分行（四明银行 汉口分行） | 1936年落成        | 江汉路45号    |                          |
| 上海銀行 漢口分行（上海银行 汉口分行） | 1923年落成        | 江汉路60号    |                          |
| 中山大道、地鉄2号線・6号線 江漢路駅    |                   |               |                          |
| 大清銀行（大清银行）                   | 1915年落成        | 中山大道593号 | 現 中国银行 武汉汉口支行 |
| 新世界百货 江汉路店（江汉路118号）     |                   |               |                          |
| 国貨公司（国货公司）                   | 1928年落成        | 江汉路129号   | 現 中心百货・中百商厦    |
| 京漢大道、地鉄2号線・1号線 循礼門駅    |                   |               |                          |
| 解放大道                               |                   |               |                          |

- 江漢関旧址
- 四明銀行旧址
- 上海銀行旧址
- 大清銀行旧址
- 国貨公司旧址

## 交通機関
- 武漢地下鉄2号線, 6号線 江漢路駅（江汉路站）
- 武漢地下鉄1号線, 2号線 循礼門駅（循礼门站）